# Алиев, Азер Ильгар оглы
Азе́р Ильга́р оглы́ Али́ев (род. 12 мая 1994, Безакло, Грузия) — российский футболист, полузащитник национальной сборной Азербайджана.

## Карьера
Воспитанник красноярского футбола. В 9 лет приглашён в ДЮСШ № 2 по футболу главного управления образования г. Красноярска, в которой играл до 16 лет под руководством тренера Алексея Лазаренко. Затем попал в дубль ФК «Енисей». Осенью 2013 года выступал на правах аренды в клубе второго дивизиона «Сахалин», где смог хорошо себя проявить, забив 6 голов в 10 матчах. С 2015 года закрепился в основном составе «Енисея». Всего за красноярский клуб сыграл 89 матчей в первенстве ФНЛ, забив 6 голов.
В ноябре 2015 года попал в расширенный состав сборной ФНЛ (футболисты не старше 1994 года рождения) на игру со сборной итальянской серии Б, но не принял участие в матче из-за травмы.
В августе 2016 года объявил о желании выступать за сборную Азербайджана, однако дальнейших действий не последовало.
Летом 2017 года перешёл в «Крылья Советов», с этой командой по итогам сезона 2017/18 завоевал право на выход в Премьер-лигу, сыграв все 38 матчей в сезоне. В Премьер-лиге сыграл за самарский клуб только один матч — 11 августа 2018 года против «Ростова» вышел на замену на 42-й минуте вместо бразильца Надсона. В конце августа 2018 года перешёл в «Уфу», тоже игравшую в высшем дивизионе.
25 февраля 2021 года под 7-м номером был заявлен за клуб «Тамбов». 26 февраля 2021 года отметился голевой передачей на Архипова в домашнем матче против «Ротора».
30 июня 2021 года на правах свободного агента подписал годичный контракт с клубом «Уфа».
27 января 2022 года на правах свободного агента подписал контракт с азербайджанским клубом «Нефтчи» из Баку.
31 мая 2025 года расстался с «Нефтчи» из-за истечения срока контракта.